# Wüstling
Wüstling [ˈvyːstlɪŋ] ist ein abwertendes Wort und bezeichnet entweder einen Menschen mit sexuell ausschweifendem Lebenswandel oder einen rücksichtslosen, zu Gewalt neigenden Menschen.
Das Wort leitet sich vom Adjektiv „wüst“ ab, mittelhochdeutsch wüeste < althochdeutsch wuosti = leer, öde; lateinisch vastus = weit, leer, öde, das auf fehlende Ordnung hinweist oder einen über das sexuell Erlaubte hinausgehenden Zustand beschreibt. Es wird mit dem Wortbildungsmorphem -ing ergänzt. Es ist seit dem 16. Jahrhundert belegt.